# سفارة البوسنة والهرسك لدى السعودية
سفارة البوسنة والهرسك لدى السعودية هي الممثلية الدبلوماسية العليا لدولة البوسنة والهرسك لدى المملكة العربية السعودية. تقع السفارة في حي الورود في الرياض.